# D'Huison-Longueville
D'Huison-Longueville è un comune francese di 1 416 abitanti situato nel dipartimento dell'Essonne, nella regione dell'Île-de-France.

## Storia

### Simboli
L'azzurro allude al fiume Essonne. I martelli rappresentano le antiche cave di arenaria, le api  l'apicoltura e il mazzo di crescione la coltivazione tipica dell'Essonne. Come ornamenti esteriori lo scudo reca un ramo di quercia e un fascio di spighe di grano a simboleggiare la foresta e l'agricoltura.

## Società

### Evoluzione demografica
Abitanti censiti